# Яунолайне
Я́унолайне (латыш. Jaunolaine) — населённый пункт («крупное село», латыш. lielciems) в центральной части Латвии, расположенный в Олайнской волости Олайнского края. До 1 июля 2009 года входил в состав Рижского района.
Является центром Олайнской волости. Посёлок находится на берегу небольшой речки Олайните, через него проходит автодорога A8 Рига — Елгава — литовская граница (Елгавское шоссе) и железная дорога Рига — Елгава.
Расстояние до Риги 20 км и 5 км до Олайне.

## История
Современное поселение находится на территории, некогда принадлежавшей Олайнскому поместью (Olai).
В Яунолайне имеется разветвлённая торговая сеть, находятся производственные помещения и конторы фирм «Līdums», «Nordplast», «Vektors Plus» и некоторых других, есть Олайнская волостная начальная школа, детское дошкольное образовательное учреждение «Magonīte», библиотека, Дом культуры, докторат, почтовое отделение, железнодорожная станция Яунолайне.